# 中村正人
中村 正人（なかむら まさと、別名:マサ、1958年10月1日 - ）は、日本のミュージシャン、音楽プロデューサー、俳優。DREAMS COME TRUEのリーダーでベーシスト。東京都調布市出身。妻は元HIGH and MIGHTY COLORのマーキーこと中村麻紀。

## 経歴
- 東京都調布市生まれ。血液型A型。身長173cm。小学1年の2学期に父の仕事の関係で大阪府寝屋川市へ転居。同市内にある同志社香里中学校に入学後、1年の1学期だけ過ごした。2学期には千葉県へ移り住み、 市川市立第一中学校へ転校した。
- DREAMS COME TRUEのデビュー以前は、国府台高校在学中に、フォークソングやロック、あるいはR&B系のミュージックのバンド活動を始め、当時から演奏技術とセンスで頭角を現し、この国府台高校での数々のエピソードはラジオ番組等で何度となく、その楽しさが語られている。
- その後、青山学院大学在学中も音楽活動を行いつつ、セッションミュージシャンとしてとんねるず、中山美穂などのバックバンドでベーシストとして活動、その後、吉田美和（当時20歳）と出会う。当初は彼女の歌声に惚れ込み裏方（マネージャー業）で関わっていたが、1988年1月ドリカムの前身と言える「CHA-CHA & AUDREY's PROJECT」を結成、一緒にライブ活動を行う様になる。
- 当初は本格的に歌手・作詞家も目指していたが、吉田美和に「歌と作詞はやめた方がいいね」と言われ断念した。ただし、後にアンドレ中村とオホーツクボーイズや『長男の嫁 オリジナル ドラマ・トラックス』などで自らボーカルを担当した曲を発表しており、歌手としても一応メジャーデビューは果たしている。
- 1990年（平成2年）
  - 8月1日：セガのコンピュータ・ゲーム『ソニック・ザ・ヘッジホッグ』で初めてゲーム音楽を手がける。 ゲームは’91年に発売され、全世界で350万本を売り上げる。『ソニック・ザ・ヘッジホッグ2』1992年発売）においても続投。
- 1991年（平成3年）
  - 2月21日：ラジオ「中村正人のNORU SORU」の企画ユニットの曲。アンドレ中村とオホーツク・ボーイズデビュー。『せつなくて～オホーツクにたたずむ男～ / アンドレ中村とオホーツク・ボーイズ』リリース。
- 1993年（平成5年）
  - 1月21日：中村が手掛けた、NHK 朝の連続テレビ小説「ひらり」のオリジナル・サウンドトラック『「ひらり」オリジナル・ドラマ・トラックス』リリース。
- 1994年（平成6年）
  - 5月21日：中村が手掛けた、TBS 系ドラマ「長男の嫁」のオリジナル・サウンドトラック『長男の嫁 / オリジナル ドラマ・トラックス』リリース。
  - 9月21日：中村のモーリス・ホワイト好きが昂じて、モーリスの主宰するカリンバ・レーベルの代表曲を集めたセレクションアルバム『DANCE WITH KALIMBA』リリース。(M15.WHEREVER YOU ARE がDREAMS COME TRUE の曲)
- 1995年（平成7年）
  - 8月28日：中村が手掛けた、TBS 系ドラマ「愛していると言ってくれ」のオリジナル・サウンドトラック『愛していると言ってくれ / オリジナル・サウンドトラック』リリース。
- 1999年（平成11年）
  - 1月20日：フジテレビ系ドラマ「救命病棟24時」劇中音楽をプロデュース。
- 2002年7月：吉田と共にインディーズレーベルとして「DCT records」を設立。現在は、彼女と共にエグゼクティブプロデューサーを務めている。
- 2007年（平成19年）
  - 7月25日：ドリブログ1年分を収録した本「俺もドリカムだっ!」をソロシングル付きで発売
- 2011年（平成23年）
  - 10月19日：中村が手掛けた、セガ「ソニック・ザ・ヘッジホッグ1&2」のゲームミュージック・サウンドトラック『ソニック・ザ・ヘッジホッグ 1&2 サウンドトラック』リリース。
- 2015年（平成27年）
  - 9月30日：ドリブログを終了。
  - 10月1日：ドリブログの代わりに「MASA BLOG」の連載をスタート。
- 2016年（平成28年）
  - 12月15日：中村正人によるInstagramとLINE BLOGがスタート。
- 2019年（平成31年・令和元年）
  - 1月17日：中村正人が＂ワーカー＂をテーマにプロデュースする 『MSTオーダーユニフォームカンパニー』誕生。
  - 2月1日：「ENEOSエネルギーソングライブ編」CM出演。
- 2021年（令和3年）
  - 2月22日：中村正人がコンセプター／発案者として猫専用ユニットバス『ネコレット[2]』制作参加。
  - 5月17日：伊藤園「お～いお茶」WEB CM出演。
  - 10月1日：沖縄アリーナのアンバサダーに、就任。
- 2022年（令和4年）
  - 10月25日：「気持ちいいパンツ（中村正人×WACOAL MEN）」[3]発売。DCTgarden SHOPPING MALLよりWACOAL MEN[4]と中村正人とのコラボレーション商品

## 人物
- DREAMS COME TRUE結成以降は、同バンドにおいて多くの楽曲の作曲と殆どの楽曲の編曲を行っている。また、中村正人個人の名義でも、いくつかのドラマの劇中音楽を担当している。下記ディスコグラフィーにもあるようにそれらの多くはCD化されているが、中村は「劇中音楽を収録したCD自体が一つのドラマを構成する」ことにこだわっており、基本的にCD化の際も「サウンドトラック」ではなく「ドラマ・トラックス」という名称を使っている。ただし『愛していると言ってくれ』だけは、スケジュールの都合上CD制作の時間が取れなかったため、「単に劇中音楽を収録したCDに過ぎない」という意味で逆に「サウンドトラック」の名称を用いている。
- メンバーでもある吉田美和の作品でも編曲およびサウンドプロデュースを担当しているが、それ以外では永井真理子やビビアン・スーのプロデュースも手掛けている。また馬渡松子の初期のアルバムではプロデューサーとして参加している。主にドリカム関連の作品に力を入れている為、アーティストへのプロデュース作品は少ない。
- 容姿がダチョウ倶楽部のリーダーである肥後克広と似ていることから、中村・肥後共にネタにしている。2004年にドリカムが主演及び原案を担当した映画『アマレット』では、肥後がドリカムの中村正人を演じ、ドリカムの2人は「ドリカムのそっくりさん」という設定で出演。これは中村本人のたってのオファーによって実現したものであった。また、2015年7月発売のライブDVD『25th Anniversary DREAMS COME TRUE CONCERT TOUR 2014 ATTACK25』のジャケット写真は中村の扮装をした肥後が登場している。[5]
- テレビ・ラジオに単独で出演する事も多く、ドリカムのスポークスマン的役割も果たしている。
- かつて、ラジオ『中村正人のNORU SORU』の企画で結成したユニット「アンドレ中村とオホーツクボーイズ」では、ボーカルのアンドレ中村役を担当したが公式には別人とされている。また、同ユニットのシングル『せつなくて〜オホーツクにたたずむ男〜』で作曲者としてクレジットされている海音寺潮二郎も、正体は中村本人。同シングルにおいては、編曲もプロフェッサー・ナカムラとして担当、作詞は、観音崎すみれこと吉田美和。
- アース・ウィンド・アンド・ファイアー（EW&F）のモーリス・ホワイトを崇拝しており、音楽面でもEW&Fの影響を強く受けていることを認めている。後述するように、過去にはモーリス好きが昂じて、モーリスの主宰するカリンバ・レーベルの代表曲を集めたセレクションアルバム「DANCE WITH KALIMBA」をリリースしたほど。
- 近年では、ポール・マッカートニーのファンであることを公言しており、2013年の来日の際には、スカパー!での特番[6]のMCを務めた。

## ディスコグラフィー

### シングル
- せつなくて〜オホーツクにたたずむ男〜（1991年2月21日・Epic/Sony Records）※アンドレ中村とオホーツク・ボーイズ名義

### ドラマサウンドトラック
- 「ひらり」 オリジナル ドラマ・トラックス（1993年1月21日・Epic/Sony Records） - ドラマについてはこちら
- 長男の嫁 オリジナル ドラマ・トラックス（1994年5月21日・Epic/Sony Records） - ドラマについてはこちら
- 愛していると言ってくれ オリジナル・サウンドトラック（1995年8月28日・Epic/Sony Records） - ドラマについてはこちら
- 7月7日、晴れ サウンドトラック（1996年4月1日・Epic/Sony Records） - ※DREAMS COME TRUE名義
- THE VOICE OF FATE～救命病棟24時 オリジナル・ドラマ・トラックス～（1999年2月24日・東芝EMI/Virgin/D.C.T.）

### セレクションアルバム
- DANCE WITH KALIMBA（1994年9月21日・Sony Records）

### インストルメンタル集
- masamania 〜DREAMS COME TRUE オリジナルインストルメンタル集〜（2010年3月21日・DCT records）

### ゲームサウンドトラック
- ソニック・ザ・ヘッジホッグ 1&2 サウンドトラック （2011年10月19日・DCT records）

## 主な出演番組

### テレビ番組
- LIVE MONSTER（日本テレビ）

### ラジオ番組
- スーパーFMマガジン 中村正人のNORU SORU（TOKYO FM系）
- 中村正人のKDD Sunday Network（TOKYO FM系）
- 中村正人のOH! MY RADIO（J-WAVE）
- 電気事業連合会 presents エレクトリカルサタデーナイト「中村正人の夜は庭イヂリ」(JFN38局フルネット) 2009年4月4日 - 2011年9月24日
- DREAMS COME TRUE 中村正人の ENERGY for ALL(JFN38局・山梨放送・和歌山放送) 2018年4月1日 - 2020年9月27日

### テレビドラマ
- パパはニュースキャスター スペシャル（1987年10月2日、TBSテレビ） - 中山美穂のバックバンドの一人として
- 救命病棟24時 第5シリーズ 第9話（2013年9月3日、フジテレビ） - 及川琢己 役（友情出演）

### 吹き替え
- ソニック・ザ・ムービー/ソニック VS ナックルズ（2022年） - チャンプ 役[7]

## 音楽以外でのプロデュース
- MSTオーダーユニフォームカンパニー
- 猫専用ユニットバス『ネコレット[2]』
- WACOAL MEN『気持ちいいパンツ（中村正人×WACOAL MEN）[8]』

## 関連
- DREAMS COME TRUE
  - 吉田美和
  - 西川隆宏（旧メンバー）

## 参考
1. ↑  ドリカム中村正人とハイカラマーキーが電撃結婚 - ナタリー・2008年7月2日
2. 1 2  “ダイワハウス｜注文住宅｜ネコレット”. ダイワハウス｜注文住宅・建替え. 2022年10月7日閲覧。
3. ↑  “WACOAL MEN”. DCTgarden SHOPPING MALL. 2022年10月26日閲覧。
4. ↑  “先行発売｜中村正人さん（DREAMS COME TRUE）とのコラボレーション商品が新登場。｜WACOAL MEN（ワコールメン）｜男性用パンツ・インナー・下着・肌着｜ワコール”. WACOAL MEN（ワコールメン ）. 2022年10月26日閲覧。
5. ↑  独占入手! ドリカム・中村&ダチョウ・肥後が奇跡の初2ショット「ヤー!」スポーツ報知 2015年6月12日付
6. ↑  DREAMS COME TRUE 中村正人がポール・マッカートニー特番のMCを担当! オフィシャルサイト 2014.02.14
7. ↑  “ドリカム中村正人が「ソニックVSナックルズ」吹替版でアフレコ挑戦、山寺宏一も太鼓判”. 映画ナタリー. (2022年7月5日) 2022年8月19日閲覧。
8. ↑  “WACOAL MEN”. DCTgarden SHOPPING MALL. 2022年10月26日閲覧。